# International Time Capsule Society
 (avril 2021).
La mise en forme du texte ne suit pas les recommandations de Wikipédia : il faut le « wikifier ».
Les points d'amélioration suivants sont les cas les plus fréquents. Le détail des points à revoir est peut-être précisé sur la page de discussion.
- Les titres sont pré-formatés par le logiciel. Ils ne sont ni en capitales, ni en gras.
- Le texte ne doit pas être écrit en capitales (les noms de famille non plus), ni en gras, ni en italique, ni en « petit »…
- Le gras n'est utilisé que pour surligner le titre de l'article dans l'introduction, une seule fois.
- L'italique est rarement utilisé : mots en langue étrangère, titres d'œuvres, noms de bateaux, etc.
- Les citations ne sont pas en italique mais en corps de texte normal. Elles sont entourées par des guillemets français : « et ».
- Les listes à puces sont à éviter, des paragraphes rédigés étant largement préférés. Les tableaux sont à réserver à la présentation de données structurées (résultats, etc.).
- Les appels de note de bas de page (petits chiffres en exposant, introduits par l'outil «  Source ») sont à placer entre la fin de phrase et le point final[comme ça].
- Les liens internes (vers d'autres articles de Wikipédia) sont à choisir avec parcimonie. Créez des liens vers des articles approfondissant le sujet. Les termes génériques sans rapport avec le sujet sont à éviter, ainsi que les répétitions de liens vers un même terme.
- Les liens externes sont à placer uniquement dans une section « Liens externes », à la fin de l'article. Ces liens sont à choisir avec parcimonie suivant les règles définies. Si un lien sert de source à l'article, son insertion dans le texte est à faire par les notes de bas de page.
- La présentation des références doit suivre les conventions bibliographiques. Il est recommandé d'utiliser les modèles {{Ouvrage}}, {{Chapitre}}, {{Article}}, {{Lien web}} et/ou {{Bibliographie}}. Le mode d'édition visuel peut mettre en forme automatiquement les références.
- Insérer une infobox (cadre d'informations à droite) n'est pas obligatoire pour parachever la mise en page.

Pour une aide détaillée, merci de consulter Aide:Wikification.
Si vous pensez que ces points ont été résolus, vous pouvez retirer ce bandeau et améliorer la mise en forme d'un autre article.
L'International Time Capsule Society (ITCS), basée à l'université Oglethorpe d'Atlanta, en Géorgie, est une organisation créée pour promouvoir l'étude des capsules temporelles,,,,,. Depuis 1990, elle documente tous les types de projets de capsules temporelles dans le monde entier. ITCS gère une carte active de toutes les capsules temporelles maintenues par le NotForgotten Library Depository .

## Fondateurs et comité
Les fondateurs et le comité actuel sont composés de chercheurs et de concepteurs de capsules temporelles venant des États-Unis et d'Europe.
- Knute Berger ("Skip"), directeur exécutif du projet Washington Centennial Time Capsule, auteur de l'article Time Capsules in America[1],[7]
- Dr Brian Durrans, anthropologue, ancien gardien adjoint au département d'ethnographie du British Museum .
- Paul Hudson, auteur de l'article The Oglethorpe Atlanta Crypt of Civilization Time Capsule
- William Jarvis, de la Washington State University Library, auteur du livre Time capsules: a cultural history (2002).
- Aujourd'hui, l'université d'Olgethorpe est représentée à l'ITCS par Eli Arnold, directeur et bibliothécaire de l'université d'Oglethorpe

- Présidente de commission : Adrienne Waterman, fondatrice de NotForgotten Digital Preservation Library

## Mission
Les objectifs de l'International Time Capsule Society sont les suivants :
- Tenir à jour un registre des événements chronométrés de toutes les capsules temporelles connues[8].
- Créer un centre d'échange d'informations sur les capsules temporelles.
- Encourager l'étude de l'histoire, des différents types et des motivation derrière les projets de capsule temporelle.
- Sensibiliser le grand public et la communauté académique à la valeur des capsules temporelles.
- Tenir à jour un répertoire actif de tous les intervenants de l'industrie des capsules temporelles.

## Projets

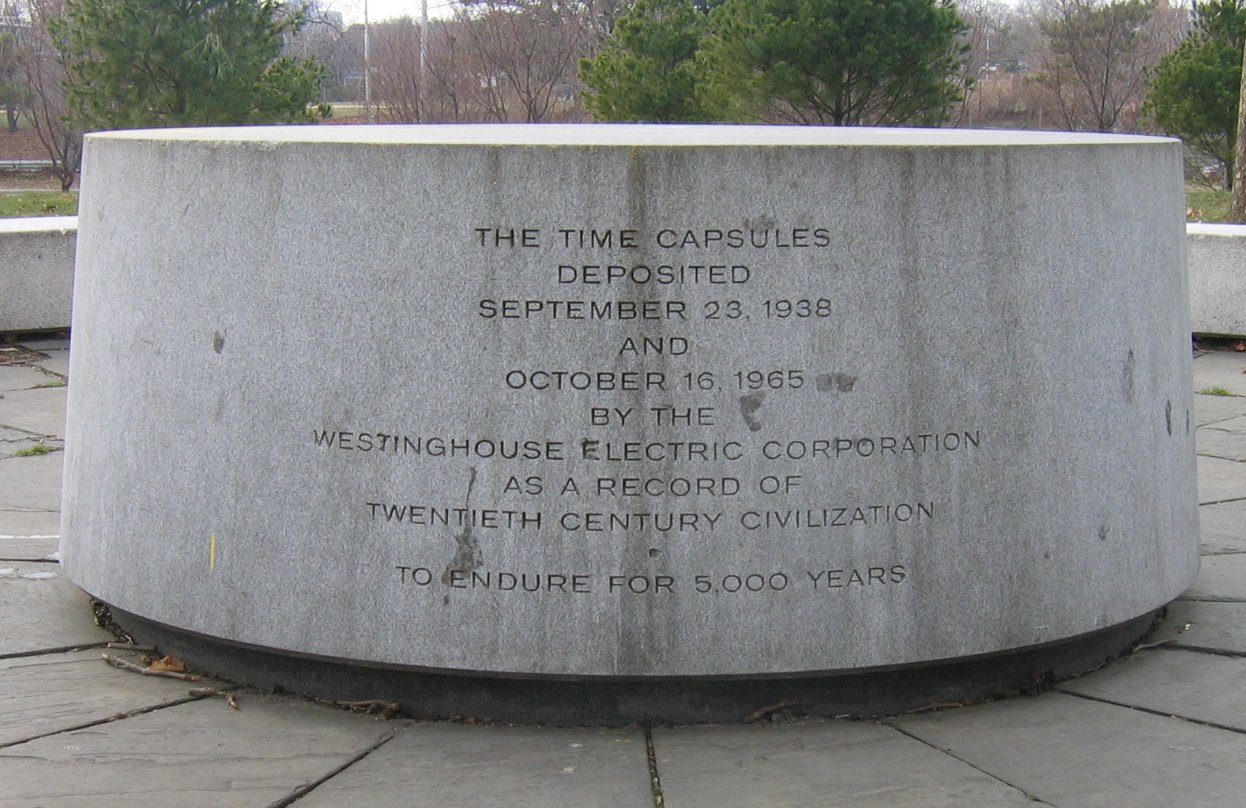
Marqueur Westinghouse Time Capsules

L'International Time Capsule Society est une organisation dédiée au suivi des capsules temporelles du monde pour s'assurer que celles qui sont créées ne se perdent pas.
- L'ITCS a mis en place un registre de capsules temporelles et compte 3000 groupes répertoriés[4]. L'ITCS estime qu'il existe entre 10 000 et 15 000 capsules temporelles dans le monde[1],[8]. Paul Hudson de l'Université d'Oglethorpe estime que plus de 80% de toutes les capsules temporelles sont perdues et ne seront pas ouvertes à la date prévue.
- L'ITCS a tenu une série de conférences à l'Université Oglethorpe sur leur campus d' Atlanta, en Géorgie.
- L'ITCS numérise actuellement la bibliothèque d'enregistrements de capsule temporelle qu'il détient et les publie dans le WorldCat.

## Crypte de la civilisation
L'International Time Capsule Society a été fondée à l'université d'Oglethorpe, qui abrite la Crypt of Civilization, la première capsule temporelle moderne.

## Capsules de temps perdu
L'International Time Capsule Society est également à la recherche de plusieurs capsules temporelles qui auraient existé à un moment donné, mais qui sont actuellement perdues,. Elle demande que la localisation de l'une des capsules perdues leur soit communiquée. De nouvelles méthodes utilisant les coordonnées GPS sont en cours pour éviter que les capsules temporelles ne se perdent dans le temps.

## Voir également
- Capsule temporelle
- Capsules de temps Westinghouse
- Chronologie des capsules temporelles
- Liste des capsules temporelles